# Paňdžáb (indický stát)
Paňdžáb (paňdžábsky ਪੰਜਾਬ, hindsky पंजाब, anglicky Punjab) [pəɲdʒaːb]IPA je stát v severozápadní Indii. Na západě sousedí s pákistánskou provincií Paňdžáb, na severu s indickým státem Džammú a Kašmír, na východě s Himáčalpradéšem, na jihovýchodě se teritoriem Čandígarh, na jihu a jihovýchodě s Harijánou a konečně na jihozápadě s Rádžasthánem. Celková rozloha státu je 50 362 km². Populace v roce 2000 dosáhla 24 289 296 obyvatel.
Hlavní město Paňdžábu je Čandígarh, které však leží vně jeho hranic. Je současně i hlavním městem sousední Harijány, samo má status svazového teritoria.
Jméno pochází z perských slov pandž „pět“ a áb „voda“ a odkazuje na pět velkých řek, které historickým územím Paňdžábu protékají: Satladž (ਸਤਲੁਜ), Bjás (ਬਿਆਸ), Ráví (ਰਾਵੀ), Čanáb (ਚਨਾਬ) a Džihlam (ਜੇਹਲਮ).

## Geografie

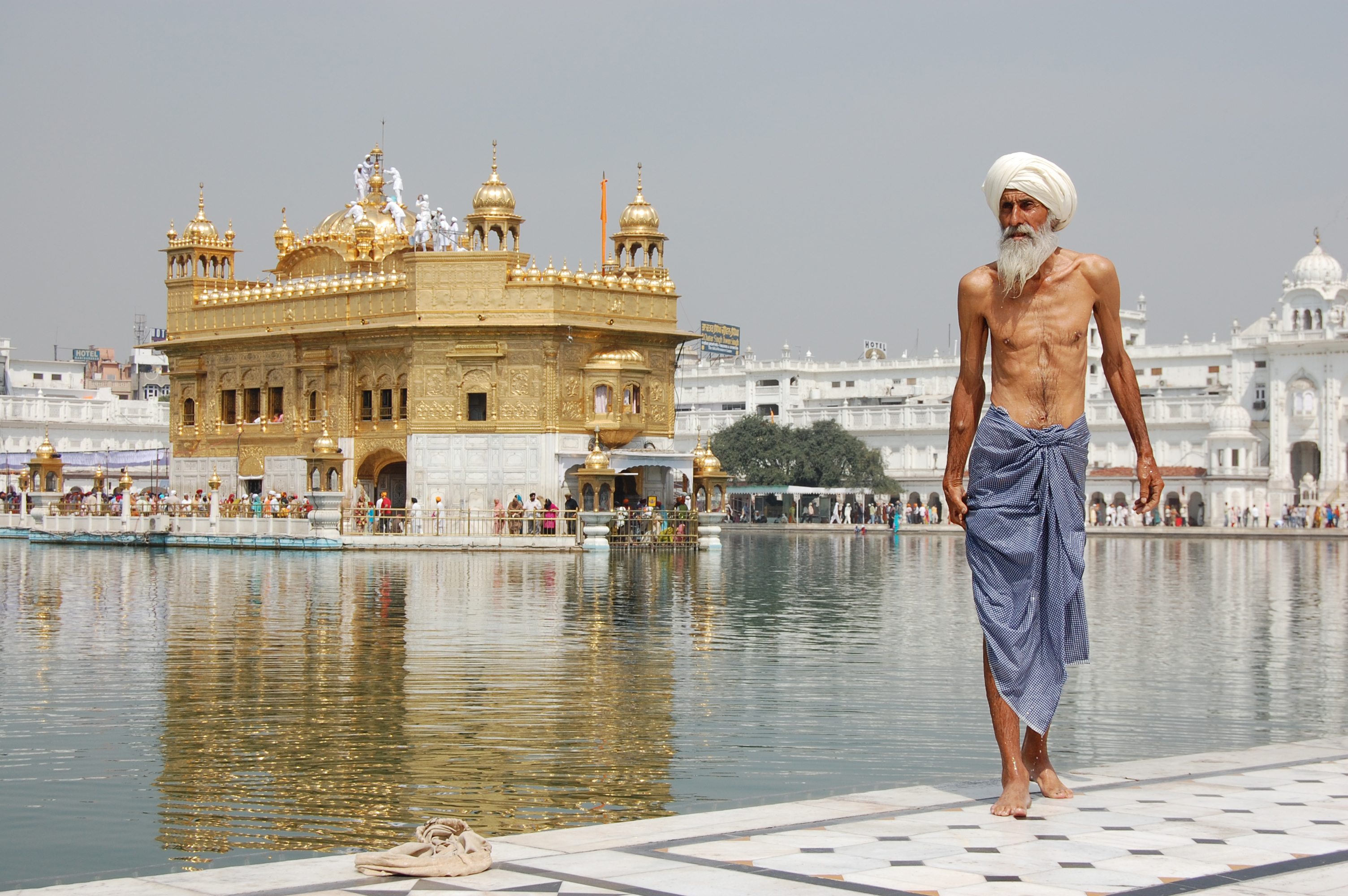
Sikhští poutníci u Zlatého chrámu v Amritsaru

Většinu území Paňdžábu pokrývají úrodné roviny s mnoha řekami a rozsáhlým systémem zavlažovacích kanálů. Jihozápad státu je suchý a postupně přechází do pouště Thár. Severovýchodní okraj dosahuje na úpatí Himálaje. Pouze zde se nadmořská výška zvedá přes 600 m, na severu v Pathánkótském výběžku pak až na 959 m.

## Správní členění
Paňdžáb se dělí na 20 okresů (paňdžábsky ਜ਼ਿਲਾ zilá, pl. ਜ਼ਿਲੇ zilé, anglicky district, pl. districts).
- ਅੰਮ੍ਰਿਤਸਰ / Amritsar (Añmritasara) / Amritsar
- ਕਪੂਰਥਲਾ / Kapúrthala (Kapúrathalá) / Kapurthala
- ਗੁਰਦਾਸਪੁਰ / Gurdáspur (Guradásapura) / Gurdaspur
- ਜਲੰਧਰ / Džalandhar (Džalañdhara) / Jalandhar
- ਤਰਨਤਾਰਨ / Tarntáran (Taranatárana) / Tarn Taran
- ਪਟਿਆਲਾ / Patiála (Paţiálá) / Patiala
- ਫਤਹਿਗੜ੍ਹ ਸਾਹਿਬ / Fatahigarh Sáhib (Phatahigaŗha Sáhiba) / Fatehgarh Sahib
- ਫਰੀਦਕੋਟ / Farídkót (Pharídakóţa) / Faridkot
- ਫਿਰੋਜ਼ਪੁਰ / Firózpur (Phirózapura) / Firozpur
- ਬਠਿੰਡਾ / Bathinda (Baţhiñđá) / Bathinda
- ਬਰਨਾਲਾ / Barnála (Baranálá) / Barnala
- ਮਾਨਸਾ / Mánsa (Mánasá) / Mansa
- ਮੁਕਤਸਰ / Muktsar (Mukatasara) / Muktsar
- ਮੋਗਾ / Móga (Mógá) / Moga
- ਮੋਹਾਲੀ / Móhálí / Mohali
- ਰੂਪਨਗਰ / Rúpnagar (Rúpanagara) / Rupnagar
- ਲੁਧਿਆਣਾ / Ludhijána (Ludhiáņá) / Ludhiana
- ਸੰਗਰੂਰ / Sangrúr (Sañgarúra) / Sangrur
- ਸ਼ਹੀਦ ਭਗਤ ਸਿੰਘ ਨਗਰ / Šahíd Bhagat Singh Nagar (Šahída Bhagata Siñgha Nagara) / Shahid Bhagat Singh Nagar, dříve ਨਵਾਂ ਸ਼ਹਿਰ / Naván Šahir (Naváñ Šahira) / Nawanshahr
- ਹੁਸ਼ਿਆਰਪੁਰ / Hušiárpur (Hušiárapura) / Hoshiarpur